# 2 Cool 4 Skool
Pour la compilation commercialisée au Japon, voir 2 Cool 4 Skool / O!RUL8,2?.
Albums de BTS
O!RUL8,2?
(2013)
Singles
1. 노 모어 드림 (No More Dream)
Sortie : 12 juin 2013
2. We Are Bulletproof Pt.2
Sortie : 12 juin 2013

2 Cool 4 Skool est le premier album single du boys band sud-coréen BTS. Il est sorti le 12 juin 2013  et lance les débuts du groupe. Il s'agit de la première partie de leur « School Trilogy ».

## Liste des pistes
| 1.    | Intro: 2 Cool 4 Skool (featuring DJ Friz) |                                                               | Supreme Boi | 1:03 |
| 2.    | We Are Bulletproof Pt.2                   | Pdogg, "Hitman" Bang, Supreme Boi, RM, Suga, Jungkook, J-Hope | Pdogg       | 3:45 |
| 3.    | Skit: Circle Room Talk                    |                                                               | Pdogg       | 2:11 |
| 4.    | 노 모어 드림 (No More Dream)              | Pdogg, "Hitman" Bang, RM, Suga, J-Hope, Supreme Boi, Jungkook | Pdogg       | 3:42 |
| 5.    | Interlude                                 |                                                               | Slow Rabbit | 0:52 |
| 6.    | 좋아요; Joayo (I Like It)                 | Slow Rabbit, RM, Suga, J-Hope                                 | Slow Rabbit | 3:51 |
| 7.    | Outro: Circle Room Cypher                 |                                                               | Pdogg       | 3:49 |
| 18:45 |                                           |                                                               |             |      |

| 8. | Skit: On the Start Line | RM |  | 2:41 |
| 9. | 길 (Road/Path)          |    |  | 3:51 |

## Personnel

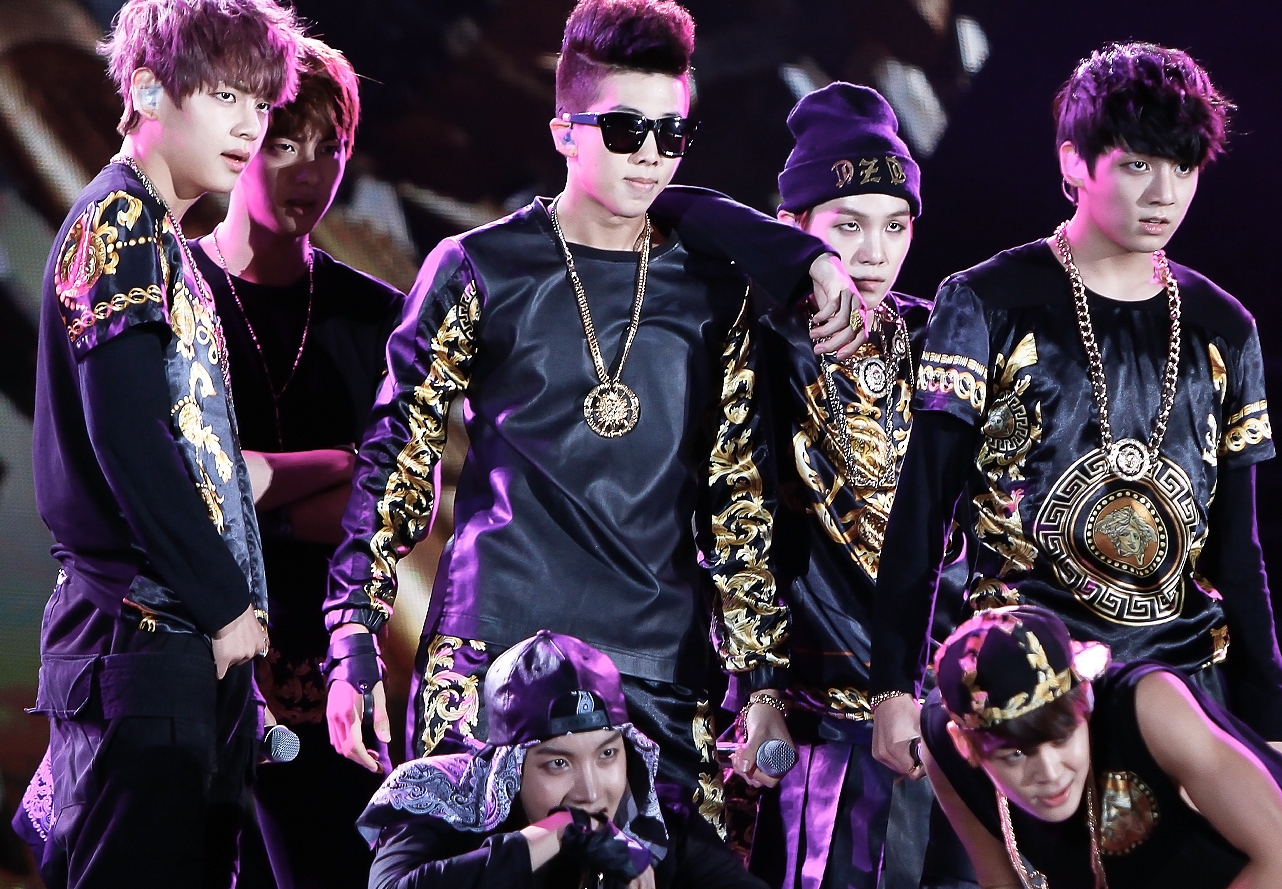
Bangtan Boys à l'Incheon Korean Music Wave 2013

| - Jin – chant - Suga – rap, écriture, enregistrement - J-Hope – rap, écriture - RM – rap, écriture, chœurs - Jimin – chant - V – chant - Jungkook – écriture, chant principal, chant arrière-fond, rap, chœurs - Pdogg – producteur, enregistrement, clavier, synthé, arrangements du chant et du rap - "Hitman" Bang – producteur, producteur exécutif, écriture - Slow Rabbit – producteur, écriture, enregistrement, clavier, synthé - Supreme Boi – producteur, enregistrement, clavier, synthé, chœurs - DJ Scratch – scratching - Yang Chang Won – mixage, enregistrement - James F. Reynolds – mixage - Nam Young Woo – enregistrement - Chris Gehringer – mixage - Choi Hyo Young – mixage |

## Classements

### Album
| Pays                            | Classement              | Meilleure position |
| ------------------------------- | ----------------------- | ------------------ |
| Corée du Sud (Gaon Music Chart) | Classement hebdomadaire | 5                  |
| Corée du Sud (Gaon Music Chart) | Classement mensuel      | 10                 |
| Corée du Sud (Gaon Music Chart) | Classement annuel       | 65                 |

### Ventes et certifications
| Pays              | Ventes  |
| ----------------- | ------- |
| Corée du Sud Gaon | 231 523 |

## Historique de sortie
| Pays         | Date         | Format             | Label                                     |
| ------------ | ------------ | ------------------ | ----------------------------------------- |
| Corée du Sud | 13 juin 2013 | CD, téléchargement | Big Hit Entertainment, LOEN Entertainment |
| Mondial      | 13 juin 2013 | Téléchargement     | Big Hit Entertainment, LOEN Entertainment |